# Metavers
Metavers (din engleză metaverse) este un termen folosit de obicei pentru a descrie conceptul unei iterații viitoare a internetului, alcătuit din spații virtuale 3D partajate, conectate într-un univers virtual perceput. Metaversul într-un sens mai larg se poate referi nu numai la lumi virtuale, ci la Internet ca întreg, incluzând întregul spectru al realității augmentate.
Conceptul de metavers sau meta-univers, prezent deja în jocurile video, desemnează un spațiu cibernetic care este paralel cu realitatea fizică și în care o comunitate de oameni interacționează sub formă de avataruri web.
Acest concept a fost probabil descris pentru prima dată în romanul lui Neal Stephenson din 1992, Snow Crash.
Dezvoltarea metaversului este adesea legată de avansarea tehnologiei de realitate virtuală din cauza cererilor tot mai mari de imersiune. Interesul recent pentru dezvoltarea metaversului este influențat de Web3, un concept pentru o iterație descentralizată a internetului. Web3 și metaverse au fost folosite ca cuvinte la modă pentru a exagera progresul dezvoltării diferitelor tehnologii și proiecte conexe în scopuri de relații publice. Confidențialitatea informațiilor, dependența utilizatorilor și siguranța utilizatorilor sunt preocupări în metavers, care decurg din provocările cu care se confruntă mediile sociale și industria jocurilor video în ansamblu.
Implementări
O captură de ecran a Second Life cu modele asemănătoare oamenilor stând afară pe canapele în jurul unei măsuțe de cafea. Persoana secundă din dreapta este într-un costum roșu. În fundal, în depărtare, în spatele copacilor în formă de băț de chibrit, se află patru turnuri. Un turn strălucește de energie, iar turnul din extrema dreaptă este de fapt un costum spațial uriaș. Fiind un joc video din anii 2000, fidelitatea grafică este scăzută, lipsită de umbre, ocluzie ambientală și materiale complexe. Avataruri care socializează în lumea virtuală Second Life Componentele tehnologiei metaverse au fost deja dezvoltate în cadrul jocurilor video online. Platforma lumii virtuale din 2003 Second Life este adesea descrisă ca primul metavers,deoarece a încorporat multe aspecte ale rețelelor sociale într-o lume tridimensională persistentă, cu utilizatorul reprezentat ca un avatar, dar pretenții istorice ale dezvoltării metaversului. început la scurt timp după ce termenul a fost inventat. Proiectele timpurii au inclus Active Worlds și The Palace. Jocuri populare descrise ca parte a metaversului includ Habbo Hotel, World of Warcraft, Minecraft, Fortnite, VRChat și platforma de creare a jocurilor Roblox care a folosit de atunci o utilizare semnificativă a termenului în marketing. Într-un interviu din ianuarie 2022 pentru Wired, creatorul Second Life Philip Rosedale a descris metaversele ca pe un internet tridimensional care este populat cu oameni vii. Interacțiunea socială și lumile virtuale 3D sunt adesea o caracteristică integrală în multe jocuri online cu multiplayer masiv.